# Paysandú
Paysandú je grad na zapadu Urugvaja, središte istoimenog departmana.

## Povijest
Paysandú je osnovan u listopadu 1756. godine te stekao status većeg naselja (villa) prije neovisnosti Urugvaja. Dana 8. lipnja 1863., njegov status je uzdignut na razinu grada (ciudad).
General Leandro Gomez je vodio urugvajske snage kako bi spasio grad od invazije brazilskih snaga (1864./1865.). Bitka za grad se odvila 2. prosinca 1864.

## Stanovništvo
Prema popisu stanovništva iz 2011. godine, grad Paysandú je imao 76.412 stanovnika. Paysandú je četvrti najveći grad u Urugvaju; od njega su samo veći Montevideo, Salto i Ciudad de la Costa. 
| Godina | Stanovništvo |
| ------ | ------------ |
| 1908.  | 20.953       |
| 1963.  | 51.645       |
| 1975.  | 62.199       |
| 1985.  | 68.466       |
| 1996.  | 74.568       |
| 2004.  | 73.292       |
| 2011.  | 76.412       |

- Izvor: Državni statistički zavod Urugvaja.[3]

## Poznate osobe
- Jorge Larrañaga, političar i senator
- Walter Gargano, urugvajski nogometaš
- Raúl Sendic, političar hrvatskog podrijetla
- Nicolás Lodeiro, urugvajski nogometaš
- Egidio Arévalo Rios, urugvajski nogometaš
- Los Iracundos, rock and roll sastav
- Walter J. Garre López, urugvajski biciklist

## Prijateljski gradovi
- Hellín, Španjolska
- Muscatine, Iowa, SAD
- Smara, Zapadna Sahara[4]